# Aplocheilichthys myaposae
Aplocheilichthys myaposae és una espècie de peix pertanyent a la família dels pecílids.

## Descripció
- Tant la femella com el mascle poden arribar a fer 5,5 cm de llargària màxima (normalment, en fa 3).[5][6][7]

## Reproducció
Fa la posta entre la vegetació.

## Alimentació
Menja insectes aquàtics (com ara, larves de mosquits) i algues.

## Hàbitat
És un peix d'aigua dolça, bentopelàgic i de clima tropical (20 °C-26 °C; 25°S-29°S).

## Distribució geogràfica
Es troba a Àfrica: Angola, Botswana i Sud-àfrica.

## Estat de conservació
La mineria de les dunes costaneres i el desenvolupament turístic són possibles futures amenaces potencials per a la supervivència d'aquesta espècie.

## Vida en captivitat
És difícil de mantindre'l en un aquari.

## Observacions
És inofensiu per als humans.